# Harald Welte
Pour les articles homonymes, voir Welte.
Harald Welte (né en 1979) est un programmeur allemand. Welte est connu dans la communauté Linux en tant que hacker du noyau Linux et pour son implication dans netfilter/iptables, ainsi que pour ses activités de défense des logiciels sous licence publique générale GNU au sein du projet GPL Violations.

## OpenMoko
Welte a occupé le poste de Lead System Architect dans le projet OpenMoko, qui vise à créer une plateforme libre pour les téléphones portables, comme le smartphone neo1973.
Basé sur le noyau Linux, le système se compose d'un environnement graphique construit autour de X.Org, du gestionnaire de fenêtres Matchbox et du client de messagerie Novell Evolution. Le gestionnaire de paquet ipkg est utilisé pour créer et maintenir les paquets logiciels.Matchbox (gestionnaire de fenêtres)
Welte a cependant annoncé en 2007 qu'il se retirait d'OpenMoko en tant que Lead System Architect, invoquant les frictions internes et une perte de motivation. Il continue cependant de contribuer, en tant que simple participant au projet.

## Récompense
Harald Welte a reçu le 19 mars 2008, le prix pour le développement du logiciel libre de l'année 2007. Cette récompense est décernée chaque année par la FSF, fondation pour le logiciel libre.
Le prix a été remis avec la déclaration suivante :
« Le comité souhaite récompenser à la fois les contributions techniques de Welte au noyau Linux et au projet OpenMoko de plateforme mobile, et son leadership dans la communauté pour avoir réussi à protéger la liberté des utilisateurs de logiciels libres, en faisant respecter la licence GNU GPL dans plus d'une centaine de litiges, depuis la création du projet gpl-violations.org en 2004. »